# Nissan Leopard
Nissan Leopard (яп. 日産・レパード) — линейка роскошных спортивных автомобилей, выпускавшихся японским автопроизводителем Nissan с 1980 по 1999 годы. Первоначально основывались на японских Nissan Skyline и Nissan Laurel и американском Datsun 910/Nissan Maxima, а затем на базе шасси заднеприводных автомобилей Nissan Cedric и Nissan Gloria. Поздние версии также послужили основой для моделей Infiniti M и J.

## Первое поколение

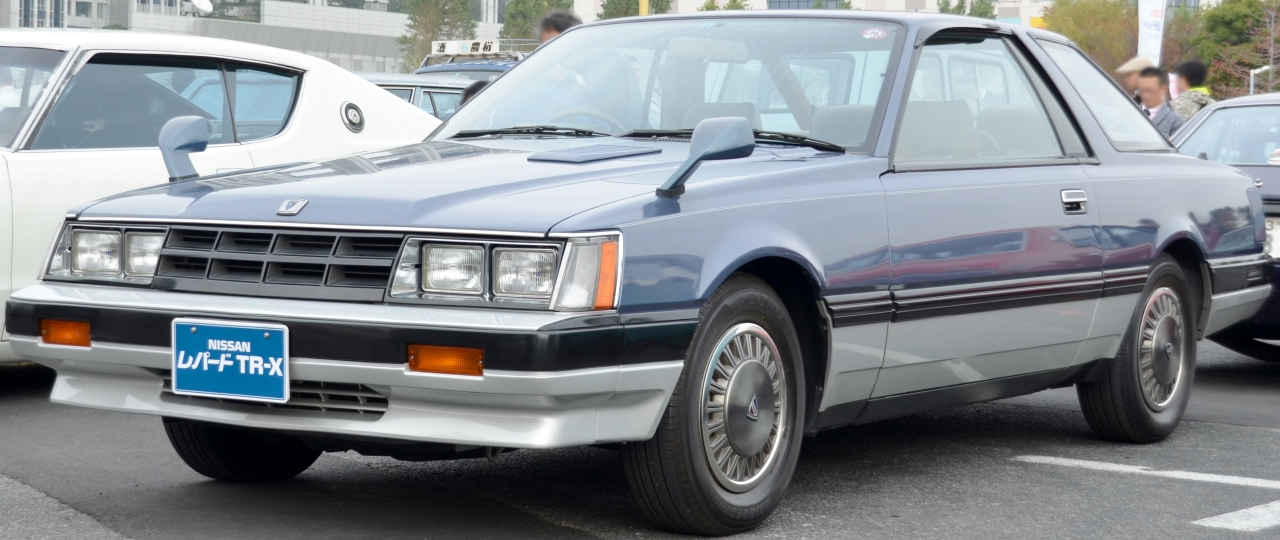
Купе Nissan Leopard TR-X Turbo SGX

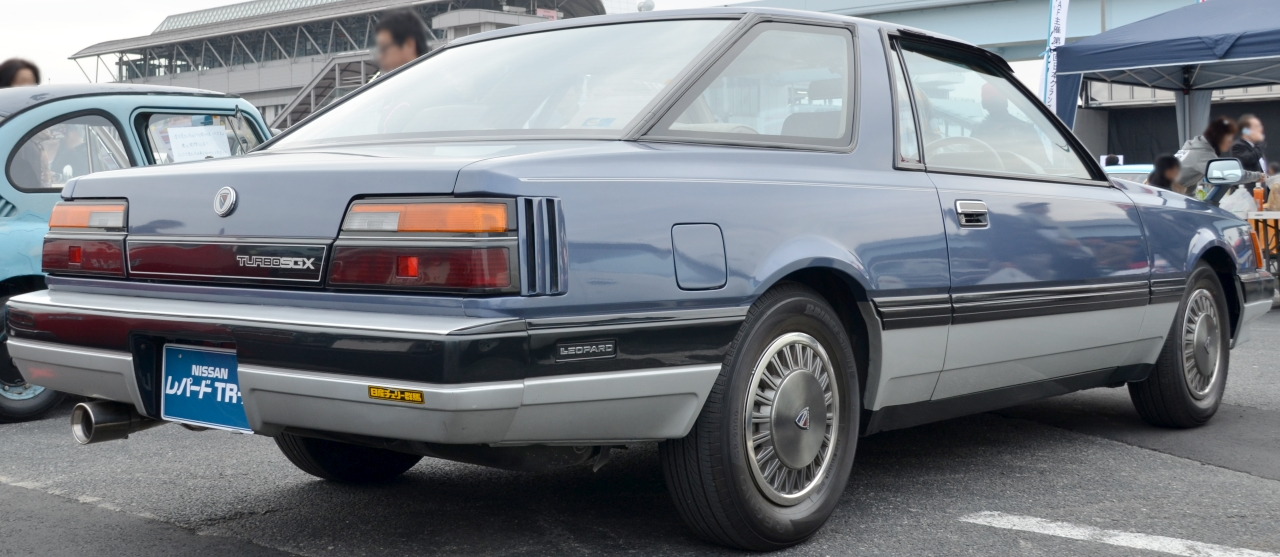
Вид сзади

Первый Leopard (F30, 1980—1986; известный также как Leopard TR-X) появился в сентябре 1980 года в качестве автомобиля верхнего среднего класса, к которому относился и главный конкурент, Toyota Chaser второго поколения. Угловатый кузов купе и седана имел общие черты с Fairlady Z, однако купе было эксклюзивом для японских дилеров Nissan Motor Store, а седан — для Nissan Bluebird Store. На момент появления, у обоих кузовов была одинаковая стоимость. Кузов купе сменили автомобили Nissan Cedric/Gloria и Nissan Laurel в этом же кузове. Коэффициент лобового сопротивления автомобиля составлял 0,37. Автомобиль имел несколько инноваций в индустрии, например, указатель расхода топлива на приборной панели.
Изначально был доступен с атмосферными рядными четырёх- и шестицилиндровыми двигателями объёмом 1800, 2000 и 2800 куб. см, последний из которых имел разработанную совместно с Hitachi электронную систему управления, названную NAPS-Z. 1,8-литровая четвёрка была также изначально доступна с четырёхступенчатой механической трансмиссией, все остальные оснащались в стандарте пятиступенчатой коробкой (либо опционально трёхступенчатым автоматом). В июле 1981 года появился двухлитровый турбомотор мощностью в 145 л. с., устанавливаемый на модели GX, SGX и ZGX, и в сентябре 1982 года (когда автомобиль получил лёгкий фейслифтинг) заменивший более тяжёлый 2,8-литровый атмосферный двигатель. В июне 1984 года была выпущена ограниченная серия Turbo Grand Edition с трёхлитровым турбомотором от 300ZX мощностью 230 л. с. (169 кВт).
Некоторые детали автомобиля были общими с шестицилиндровой версией Datsun Bluebird 910, продававшегося в Северной Америке как Datsun 810 (позже переименован в Nissan Maxima), но платформа использовалась от Nissan Skyline R30. Японская версия отличалась зеркалами заднего вида на крыльях, оснащёнными собственными стеклоочистителями. Дизайном автомобиль напоминал главного конкурента — Toyota Soarer, однако к моменту выхода он уже немного устарел, и только купе смогло добиться заметного успеха на рынке.
После обновления стиля, автомобиль предлагался в следующих вариантах: 180X GX/SGX, 200X SGX/ZGX, 200 Turbo SGX/ZGX/ZGX Super Edition, 300 Turbo Grand Edition. А изначальный список различных комплектаций и двигателей, доступных для выбора японских покупателей выглядел следующим образом:
| Модель                                                     | Двигатель                                           | Объём    | Мощность | Мощность | Мощность   | Масса | Примечания            |
| Модель                                                     | Двигатель                                           | Объём    | л. с.    | кВт      | при об/мин | кг    | Примечания            |
| 180X F                                                     | Z18, рядный четырёхцилиндровый, двухкарбюраторный   | 1770 см³ | 105      | 77       | 6000       | 1095  |                       |
| 180X CF                                                    | Z18, рядный четырёхцилиндровый, двухкарбюраторный   | 1770 см³ | 105      | 77       | 6000       | 1110  |                       |
| 200X F                                                     | L20E, рядный шестицилиндровый, Nissan ECCS инжектор | 1998 см³ | 125      | 92       | 6000       | 1190  | только четырёхдверные |
| 200X CF                                                    | L20E, рядный шестицилиндровый, Nissan ECCS инжектор | 1998 см³ | 125      | 92       | 6000       | 1200  |                       |
| 200X SF                                                    | L20E, рядный шестицилиндровый, Nissan ECCS инжектор | 1998 см³ | 125      | 92       | 6000       | 1255  |                       |
| 200X SF-L                                                  | L20E, рядный шестицилиндровый, Nissan ECCS инжектор | 1998 см³ | 125      | 92       | 6000       | 1265  |                       |
| 280X CF                                                    | L28E, рядный шестицилиндровый, Nissan ECCS инжектор | 2753 см³ | 145      | 107      | 5200       | 1230  |                       |
| 280X SF-L                                                  | L28E, рядный шестицилиндровый, Nissan ECCS инжектор | 2753 см³ | 145      | 107      | 5200       | 1290  |                       |
| к автомобилям в четырёхдверном кузове добавляется по 10 кг |                                                     |          |          |          |            |       |                       |

## Второе поколение
Nissan Leopard второго поколения дебютировал в феврале 1986 г. и был доступен только в версии купе. Около 5000 автомобилей (примерно половину из которых переделала в кабриолеты фирма ASC) было импортировано США, а с запуском бренда Infiniti в ноябре 1989 Leopard’ы в Америке стали продавать как Infiniti M30. Автомобиль разделял платформу с Nissan Skyline R31, Nissan Cefiro A31 и Nissan Laurel C32 для уменьшения стоимости разработки.
Как и первое поколение, Leopard F31 должен был бороться на рынке с Toyota Soarer. Nissan оснастил свою модель двигателями V6 (в отличие от рядных шестёрок Toyota) объёмом 2 или 3 литра, с наддувом и без него, причём 2-литровый турбомотор с августа 1988 г. получил систему газораспределения DOHC, как на более объёмных VG30DE и VG30DET, а атмосферная его версия осталась без изменений. Меньшие турбомоторы также оснащались интеркулером.
Производитель не предлагал для Nissan Leopard дополнительных опций, но дилеры за доплату устанавливали в автомобиль телефон и CD-плеер. Коробка передач автоматическая, 4-ступенчатая с электронным овердрайвом (RE4R01A), в Японии на машины с двухлитровым мотором ставили и МКПП-5. Автомобиль имел подвеску Sonar Suspension II, которая имела встроенный в передний бампер сонар, сканирующий дорожное покрытие и автоматически менялась в соответствии с условиями. Также подвеску можно было с помощью переключателя на центральной панели перевести в режимы Sport и Comfort, более жёсткий или мягкий соответственно.
Производство Nissan Leopard F31 завершилось в июне 1992 г. в связи со снижением продаж. Срок выпуска двукратно превысил обычный для японского автопрома тех лет период смены поколений. Точное число автомобилей Infiniti M30, произведённых для рынка США, неизвестно, но по оценкам было выпущено по 6000 купе и кабриолетов. В Японии было продано 38 000 Nissan Leopard F31.

## Третье поколение

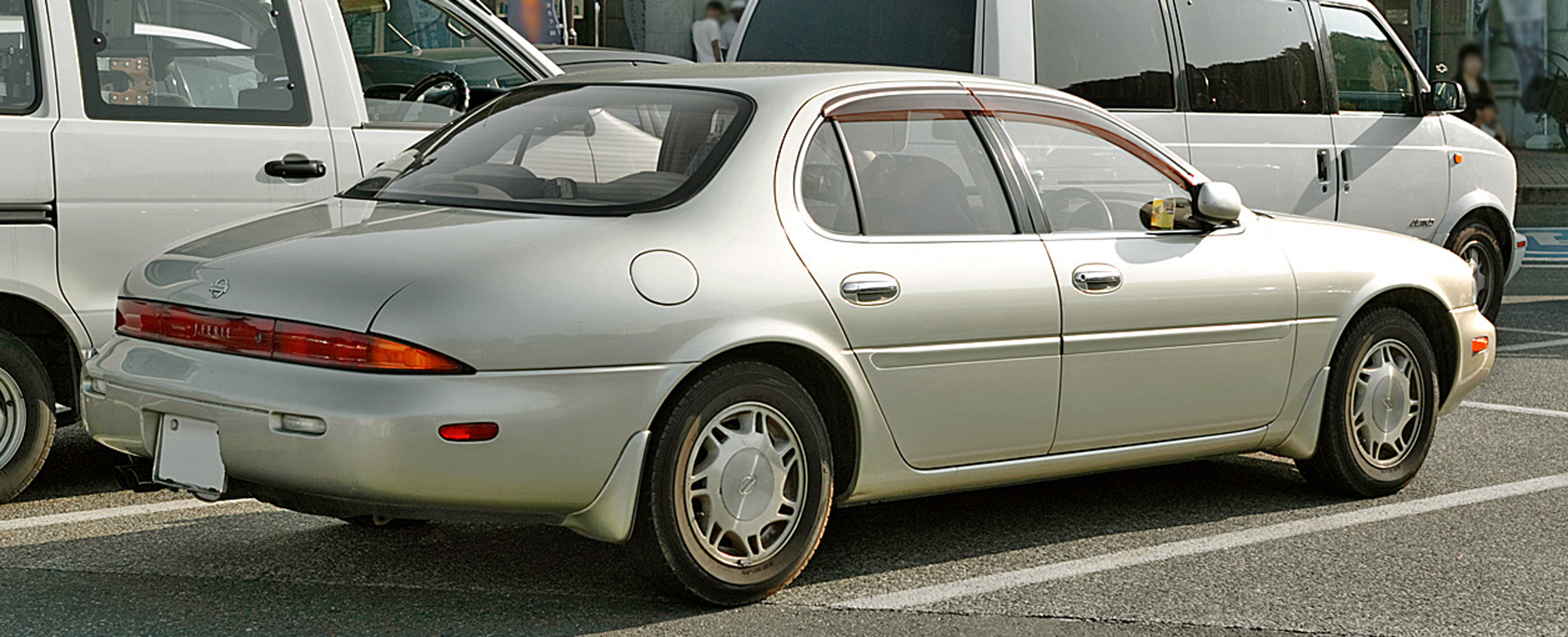
Nissan Leopard J Ferie

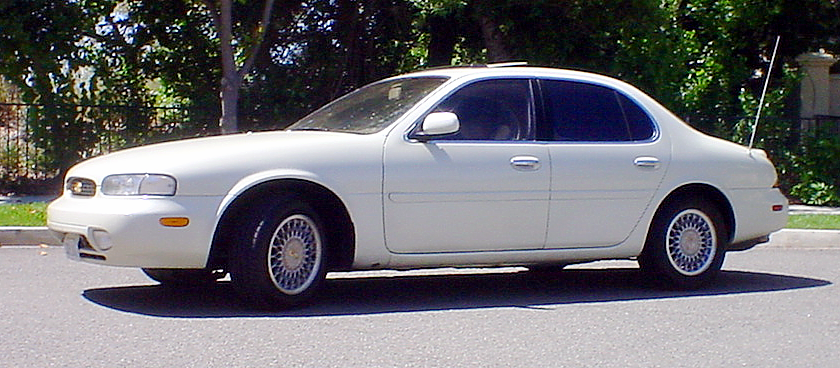
Infiniti J30

Третье поколение (Y32, 1992—1996) появилось в июне 1992 года и получило название Leopard J Ferie (от фр. jour férié — праздник). Слово férié также встречается в названии автомобиля Honda Civic Ferio, продававшегося в то же время. Слово «holiday» в названии автомобиля ранее использовалось для автомобилей Oldsmobile, выпускавшихся в 1950-е и 1960-е года в кузове хардтоп. Новый Leopard выпускался только в кузове седан, следуя тенденции кузовов с закругленными формами Bluebird, Altima, NX, и его компаньона, спортивного автомобиля доступного в этот период времени через японскую дилерскую сеть Nissan Bluebird Store, Fairlady ZX. Автомобиль продавался в Северной Америке как Infiniti J30. Все J30-е/Leopard J Feries строились в японском городе Тотиги. Выпуск Y32 Leopard закончился 18 июня 1997 года. Передняя подвеска — Макферсон, задняя — многорычажная, применена технология HICAS. Y32 Leopard был заднеприводным представительским автомобилем выпускавшимся с 7 апреля 1992 года как модель 1993 года, пришедший на смену Nissan Leopard F31 (в кузове 2-дверное купе), и запущенный в Японии после своего конкурента, Toyota Aristo.
Автомобиль разрабатывался чтобы занять место между меньшим Nissan Primera и большим Nissan Cedric, встав на рынке совместно с Nissan Cefiro и Nissan Laurel, продававшихся в Японии через разных дилеров. Его довольно компактный и округлый стиль был нехарактерен для класса представительских автомобилей. Дизайн должен был передать более спортивное настроение, в сравнении с Nissan Cedric, Gloria и Cima, чью платформу он и разделил, а кузов напоминал четырёхдверное купе. Главный дизайнер по кузову для J30, Джерри Хиршберг, ранее работал над третьим поколением Buick Riviera.
Устанавливаемый 3,0-литровый двигатель VG30DE конфигурации V6 (общий с 300ZX) обладает мощностью 210 л. с. и крутящим моментом 260 Нм. Общее шасси для Y32 и Nissan Cedric/Gloria напоминало о том, что на Nissan Cima устанавливались двигатели VG30DE и VH41DE V8. Атмосферный двигатель был доступен на определенных седанах Leopard.

Это поколение было первым, не доступным в Японии с двигателями, у которых рабочий объём был менее 2,0 литров, что несло более высокий налог и сказалось на продажах. Кожаный интерьер автомобиля разрабатывался при содействии итальянской компании Poltrona Frau. Сиденья изготовлялись Poltrona Frau со скоростью всего в пять дней. Стиль автомобиля был более приемлемым для Японии, нежели для США, где его продажи были низки. Общее число экспортных автомобилей составило около 7000 единиц.

## Четвёртое поколение

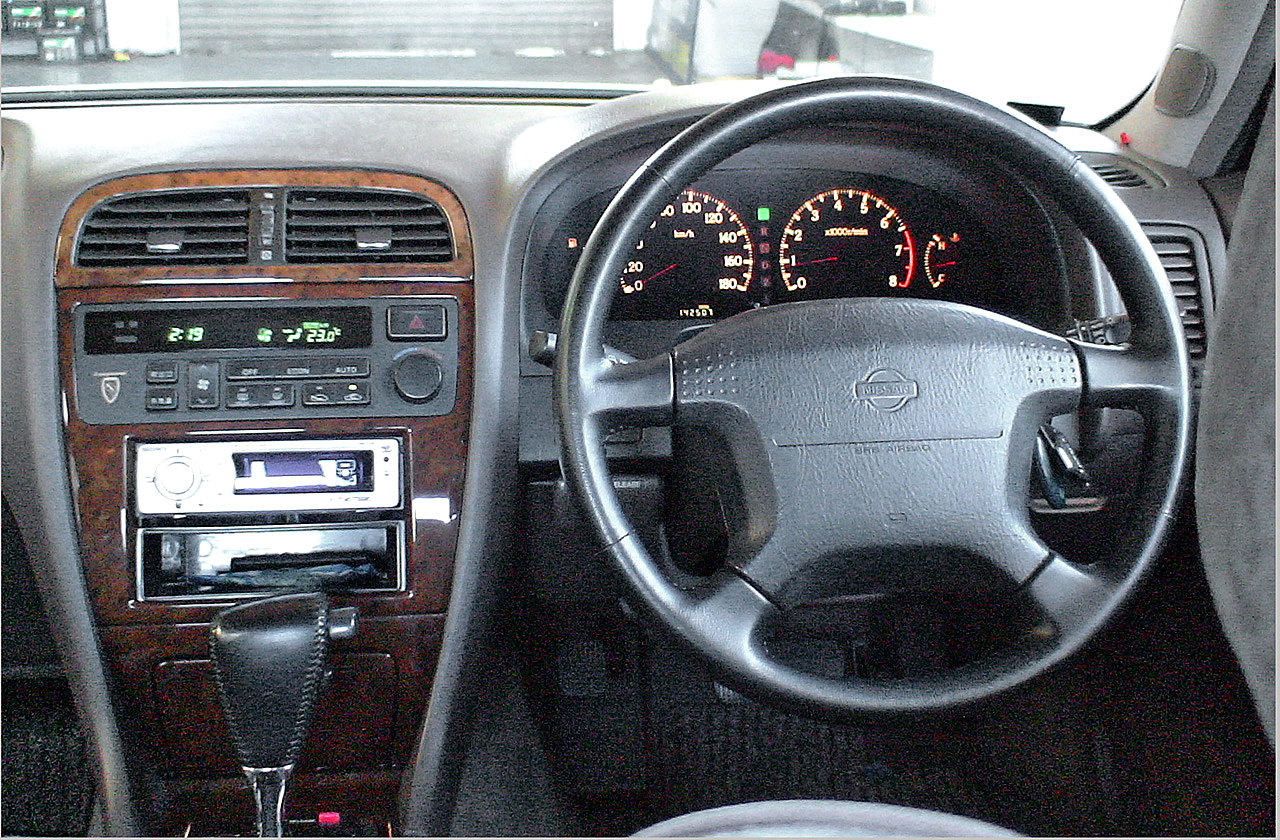
Салон Nissan Leopard JPY33

Четвёртое и последнее поколение (JPY33, 1996—1999), появившееся в марте 1996 года, снова доступное только в кузове седан с жёсткой крышей, имел безрамочные двери, боковую стойку для увеличения безопасности при боковом ударе и солидности автомобиля. Название «J Ferie» отпало для этой версии. Это поколение получило шасси от Y33 Cedric/Gloria и Cima (FGY33). Все «внутренности» позаимствованны у базовой модели. Модельный ряд двигателей сначала включал в себя только 3-литровый 6-цилиндровый V-образный мотор модели VQ. 
С связи с экономическим спадом после «японского финансового пузыря», произошло снижение продаж, и выпуск прямых конкурентов с другими большими седанами и спортивными автомобилями Nissan был прекращён.

Это поколение не было доступно в Северной Америке, где автомобили среднего класса Infiniti были заменены на Nissan Cefiro/Infiniti I30. Двигатель V8 также больше не предлагался, а полный привод остался с турбированным рядным шестицилиндровым двигателем RB25DET, заимствованным от Skyline. На этот автомобиль Nissan также устанавливал двигатель с системой непосредственного впрыска топлива, которая подавала топливо непосредственно в цилиндр двигателя, а не во впускной коллектор непосредственно перед входом в цилиндры.